# Залесье (Радостовский сельсовет)
Залесье (бел. Залессе) — деревня в Дрогичинском районе Брестской области Белоруссии. Входит в состав Радостовского сельсовета.

## География
Деревня находится в южной части Брестской области, на восточном берегу Белоозёрского канала, при автодороге Н-650, на расстоянии приблизительно 20 километров (по прямой) к юго-юго-западу от города Дрогичина, административного центра района. Абсолютная высота — 146 метров над уровнем моря. Площадь населённого пункта — 0,5479 км².

## Население
По данным переписи 2019 года, в деревне проживал 21 человек.
| Год  | Население, человек |
| ---- | ------------------ |
| 2009 | 37                 |
| 2019 | ↘ 21               |